# Чемпионат Чехии по шоссейному велоспорту
Чемпионат Чехии по шоссейному велоспорту — национальный чемпионат Чехии по шоссейному велоспорту, проводимый Федерацией велоспорта Чехии с 1993 года. За победу в дисциплинах присуждается майка в цветах национального флага (на илл.).

## История
Первый чемпионат Чехии состоялся летом 1993 года, через полгода после распада Чехословакии на Чехию и Словакию. Участие в нём приняли только женщины, так как мужчины в то же время определили последнего чемпиона Чехословакии. Со следующего 1994 года стал определяться чемпион и среди мужчин.
С 2000 года Чехия совместно с чемпионатом Словакии стали проводить объединённый чемпионат для поднятия соревновательного уровня. Гонщики обеих стран стартуют вместе, а чемпионами и призёрами становятся соответственно лучшие представители каждой страны по итогам гонки.

## Призёры

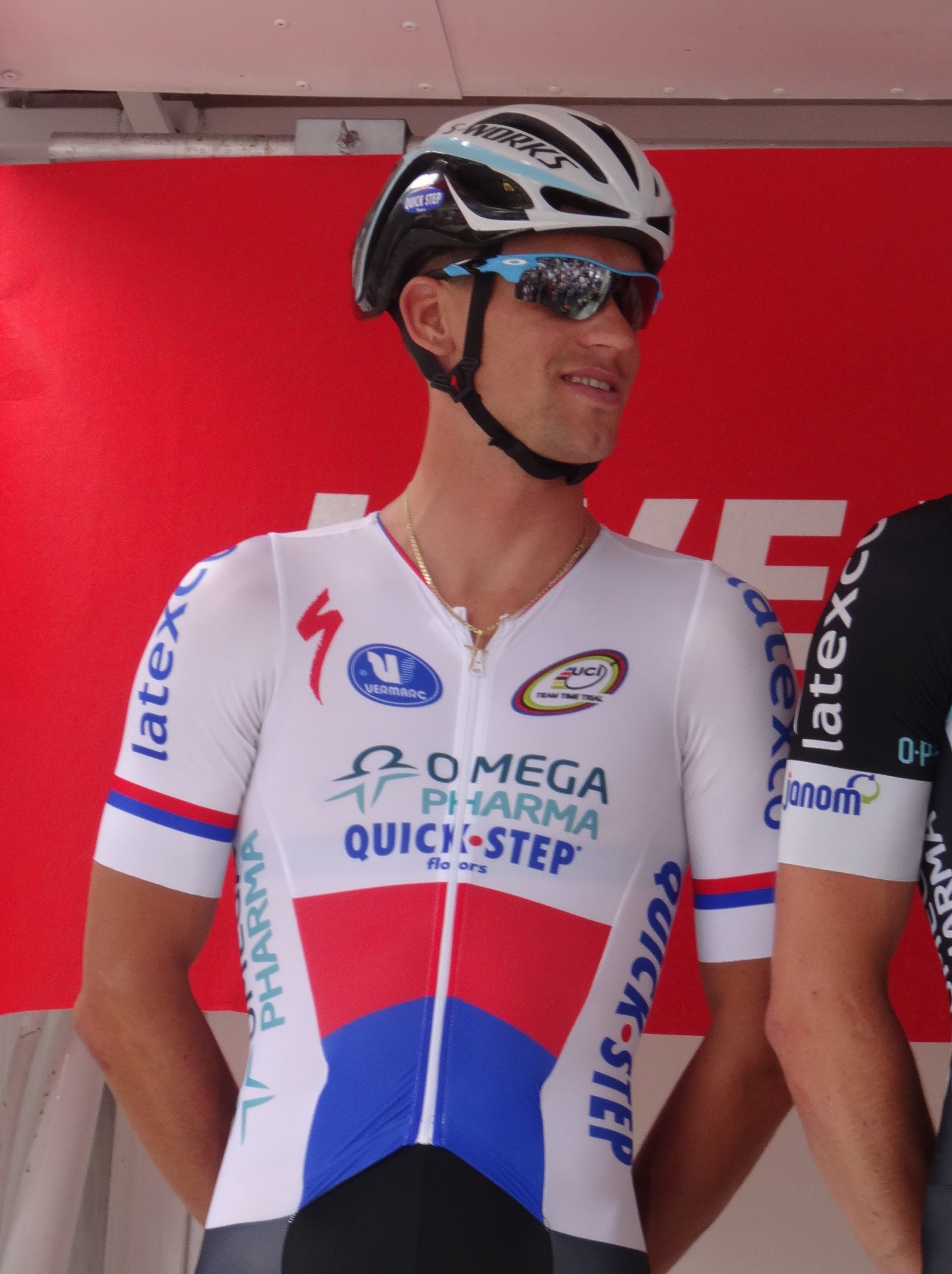
Зденек Штыбар

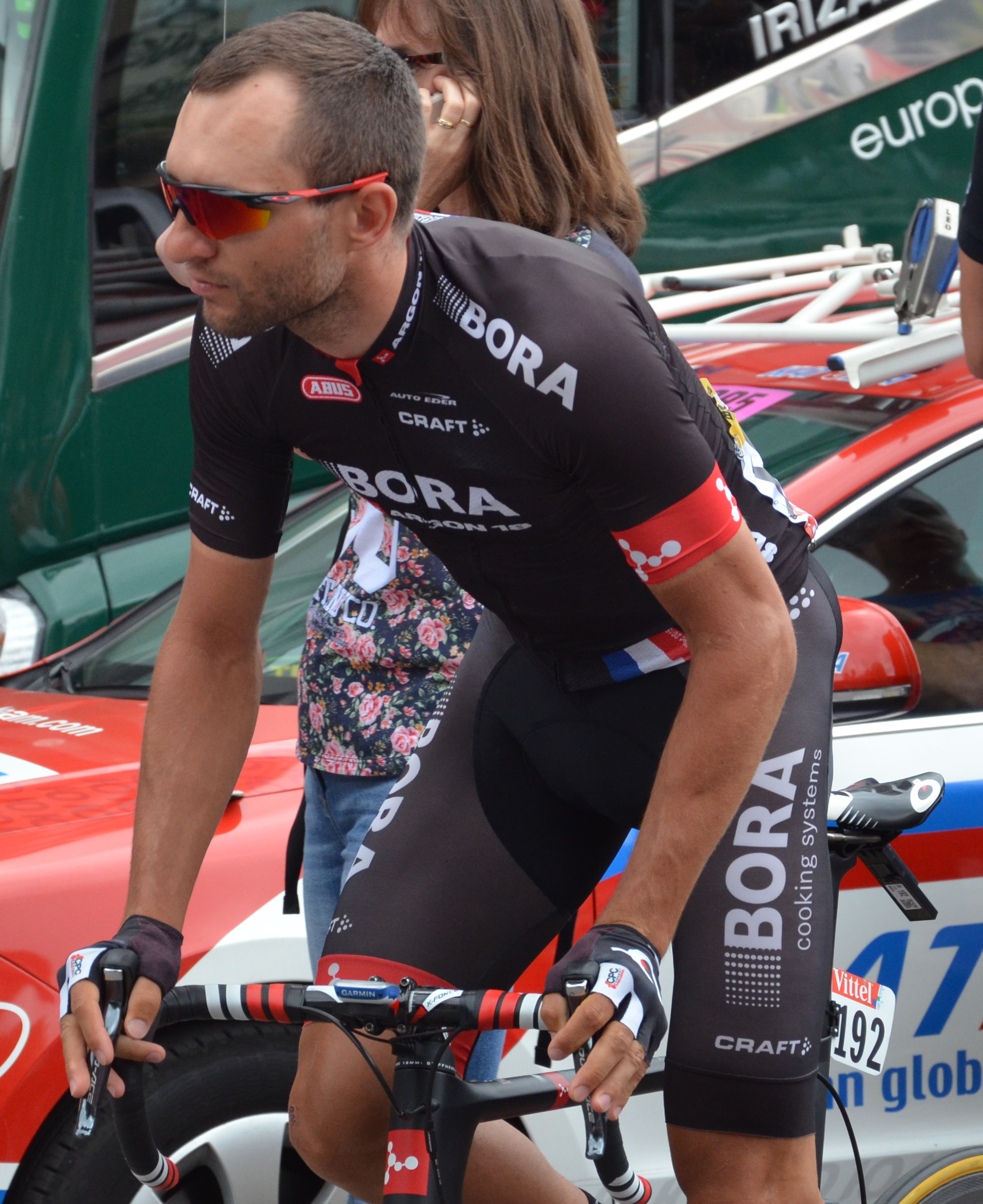
Ян Барта

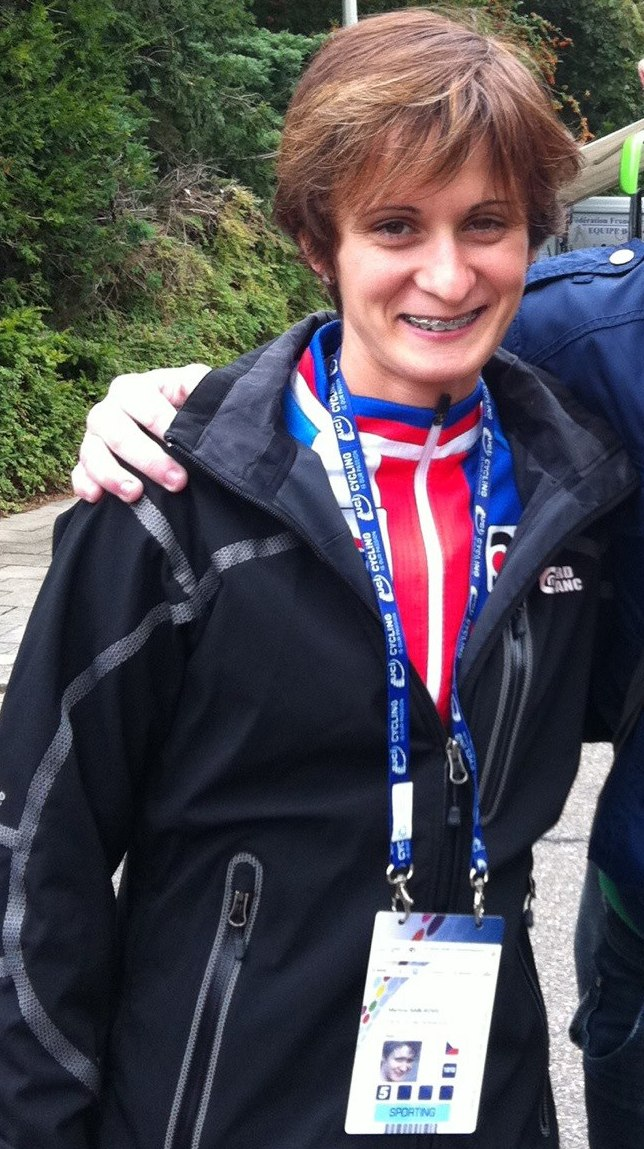
Мартина Сабликова

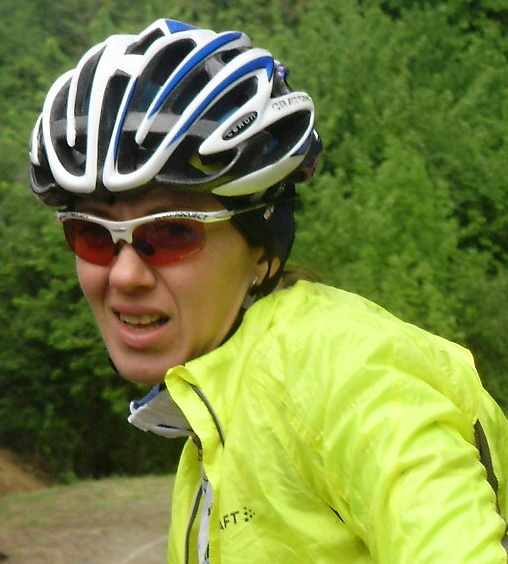
Лада Козликова

### Мужчины. Групповая гонка.
| Год  | Победитель        | Второй            | Третий            |
| ---- | ----------------- | ----------------- | ----------------- |
| 1994 | Лубор Тесарж      | Томаш Седлачек    | Мартин Канковски  |
| 1995 | Рене Андрле       | Томас Велески     | Ярослав Билек     |
| 1996 | Ян Сворада ср.    | Рене Андрле       | Франтишек Тркал   |
| 1997 | Яромир Пурменcки  | Ондржей Фадрны    | Томаш Конечны     |
| 1998 | Ян Сворада ср.    | Милан Кадлец      | Ондржей Сосенка   |
| 1999 | Томаш Конечны     | Милан Кадлец      | Франтишек Тркал   |
| 2000 | Любомир Кейвал    | Милош Пейча       | Михал Календа     |
| 2001 | Яромир Фриде      | Ян Фалтынек       | Петр Клас         |
| 2002 | Ондржей Фадрны    | Томаш Конечны     | Ондржей Сосенка   |
| 2003 | Лубор Тесарж      | Ондржей Фадрны    | Адам Хомолка      |
| 2004 | Ондржей Сосенка   | Петр Бенчик       | Рене Андрле       |
| 2005 | Ян Сворада ср.    | Томаш Бухачек     | Станислав Козубек |
| 2006 | Станислав Козубек | Петр Пуселик      | Рене Андрле       |
| 2007 | Томаш Бухачек     | Томаш Вокроулик   | Петр Бенчик       |
| 2008 | Петр Бенчик       | Мартин Хебик      | Станислав Козубек |
| 2009 | Мартин Мареш      | Станислав Козубек | Войтех Длоуги     |
| 2010 | Петр Бенчик       | Станислав Козубек | Милан Кадлец      |
| 2011 | Петр Бенчик       | Леопольд Кёниг    | Зденек Штыбар     |
| 2012 | Милан Кадлец      | Франтишек Рабонь  | Йиржи Польницки   |
| 2013 | Ян Барта          | Мартин Бина       | Пётр Лехнер       |
| 2014 | Зденек Штыбар     | Петр Вакоч        | Ян Барта          |
| 2015 | Петр Вакоч        | Леопольд Кёниг    | Франтишек Сиср    |
| 2016 | Роман Кройцигер   | Зденек Штыбар     | Мартин Гунал      |
| 2017 | Зденек Штыбар     | Йосеф Черны       | Петр Вакоч        |
| 2018 | Йосеф Черны       | Ян Барта          | Якуб Отруба       |
| 2019 | Франтишек Сиср    | Томас Калохирос   | Петр Вакоч        |
| 2020 | Адам Тупалик      | Зденек Штыбар     | Петр Вакоч        |
| 2021 | Михаэль Кукрле    | Доминик Нойман    | Даниэль Турек     |
| 2022 | Матей Захалка     | Ян Барта          | Адам Тупалик      |
| 2023 | Матиас Вацек      |                   |                   |
| 2024 | Tomáš Přidal      | Михаэль Кукрле    | Vojtěch Kmínek    |

### Мужчины. Индивидуальная гонка.
| Год  | Победитель        | Второй            | Третий            |
| ---- | ----------------- | ----------------- | ----------------- |
| 1997 | Ян Хрушка         | Лубор Тесарж      | Франтишек Тркал   |
| 1998 | Ондржей Сосенка   | Лубор Тесарж      | Ян Хрушка         |
| 1999 | Ян Хрушка         | Милан Кадлец      | Томаш Конечны     |
| 2000 | Ондржей Сосенка   | Лубор Тесарж      | Милан Кадлец      |
| 2001 | Ондржей Сосенка   | Михал Календа     | Михал Граздира    |
| 2002 | Ондржей Сосенка   | Михал Граздира    | Михал Календа     |
| 2003 | Михал Граздира    | Радек Блахут      | Ондржей Сосенка   |
| 2004 | Михал Граздира    | Ондржей Сосенка   | Лубор Тесарж      |
| 2005 | Ондржей Сосенка   | Михал Граздира    | Милан Кадлец      |
| 2006 | Ондржей Сосенка   | Милан Кадлец      | Франтишек Рабонь  |
| 2007 | Станислав Козубек | Рене Андрле       | Ян Фалтынек       |
| 2008 | Франтишек Рабонь  | Ян Хрушка         | Рене Андрле       |
| 2009 | Франтишек Рабонь  | Станислав Козубек | Томаш Окрухлицкий |
| 2010 | Франтишек Рабонь  | Ян Барта          | Леопольд Кёниг    |
| 2011 | Йиржи Гудечек     | Ян Барта          | Томаш Окрухлицкий |
| 2012 | Ян Барта          | Зденек Штыбар     | Франтишек Рабонь  |
| 2013 | Ян Барта          | Мартин Хачецкий   | Томаш Окрухлицкий |
| 2014 | Ян Барта          | Петр Вакоч        | Зденек Штыбар     |
| 2015 | Ян Барта          | Леопольд Кёниг    | Петр Вакоч        |
| 2016 | Леопольд Кёниг    | Ян Барта          | Петр Вакоч        |
| 2017 | Ян Барта          | Петр Вакоч        | Йосеф Черны       |
| 2018 | Йосеф Черны       | Ян Барта          | Михаэль Кукрле    |
| 2019 | Ян Барта          | Йосеф Черны       | Петр Вакоч        |
| 2020 | Йосеф Черны       | Ян Барта          | Адам Тупалик      |
| 2021 | Йосеф Черны       | Ян Барта          | Адам Тупалик      |
| 2022 | Ян Барта          | Михаэль Кукрле    | Якуб Отруба       |
| 2023 | Якуб Отруба       | Петр Келемен      | Матиас Вацек      |

### Женщины. Групповая гонка.
| Год  | Победитель         | Второй            | Третий              |
| ---- | ------------------ | ----------------- | ------------------- |
| 1993 | Юли Пекаркова      | Шарка Вихова      | Рената Голова       |
| 1994 | Ленка Тешикова     | Карла Поливкова   | Юли Пекаркова       |
| 1995 | Шарка Вихова       | Карла Поливкова   | Юли Пекаркова       |
| 1996 | Юли Пекаркова      | Шарка Вихова      | Бланка Навратилова  |
| 1997 | Милуше Флашкова    | Шарка Вихова      | Кристина Обручова   |
| 1998 | Бланка Навратилова | Лада Козликова    | Мария Хостасова     |
| 1999 | Лада Козликова     | Милуше Флашкова   | Кристина Обручова   |
| 2000 | Лада Козликова     | Илона Бублова     | Карла Поливкова     |
| 2001 | Лада Козликова     | Карла Поливкова   | Илона Бублова       |
| 2002 | Юли Пекаркова      | Зденка Гавликова  | Кристина Обручова   |
| 2003 | Илона Бублова      | Юли Пекаркова     | Яна Кабртова        |
| 2004 | Мартина Ружичкова  | Барбора Богата    | Павла Гавликова     |
| 2005 | Лада Козликова     |                   |                     |
| 2006 | Лада Козликова     | Павла Гавликова   | Мартина Ружичкова   |
| 2007 | Мартина Ружичкова  | Ярмила Махачова   | Павла Гавликова     |
| 2008 | Мартина Ружичкова  | Ярмила Махачова   | Даниэла Фиалова     |
| 2009 | Мартина Ружичкова  | Тереза Гуржикова  | Ярмила Махачова     |
| 2010 | Мартина Сабликова  | Мартина Ружичкова | Лада Козликова      |
| 2011 | Мартина Сабликова  | Мартина Ружичкова | Ярмила Махачова     |
| 2012 | Павлина Шульцова   | Мартина Ружичкова | Мартина Сабликова   |
| 2013 | Мартина Сабликова  | Павлина Шульцова  | Павла Гавликова     |
| 2014 | Мартина Сабликова  | Анежка Драготова  | Павлина Шульцова    |
| 2015 | Мартина Сабликова  | Зузана Нецкаржова | Барбора Прудкова    |
| 2016 | Мартина Сабликова  | Барбора Прудкова  | Мартина Микулашкова |
| 2017 | Никола Носкова     | Люси Залеска      | Ярмила Махачова     |
| 2018 | Ярмила Махачова    | Никола Носкова    | Мелисса ван Нек     |
| 2019 | Тереза Нойманова   | Никола Байгерова  | Ярмила Махачова     |
| 2020 | Ярмила Махачова    | Тереза Нойманова  | Никола Байгерова    |
| 2021 | Тереза Нойманова   | Никола Байгерова  | Никола Носкова      |
| 2022 | Тереза Нойманова   | Никола Байгерова  | Кристина Земанова   |
| 2023 | Ярмила Махачова    | Kristýna Burlová  | Никола Байгерова    |
| 2024 | Barbora Němcová    | Никола Байгерова  | Юлия Копецки        |

### Женщины. Индивидуальная гонка.
| Год  | Победитель         | Второй             | Третий               |
| ---- | ------------------ | ------------------ | -------------------- |
| 1993 | Шарка Вихова       | Юли Пекаркова      | Милуше Флашкова      |
| 1994 | Рената Голова      | Павлина Данечкова  | Шарка Вихова         |
| 1995 | Шарка Вихова       | Милуше Флашкова    | Бланка Навратилова   |
| 1996 | Павлина Данечкова  | Милуше Флашкова    | Юли Пекаркова        |
| 1997 | Кристина Обручова  | Милуше Флашкова    | Иржина Франтикова    |
| 1998 | Лада Козликова     | Бланка Навратилова | Кристина Обручова    |
| 1999 | Лада Козликова     | Милуше Флашкова    | Шарка Вихова         |
| 2000 | Лада Козликова     | Юли Пекаркова      | Карла Поливкова      |
| 2001 | Лада Козликова     | Карла Поливкова    | Илона Бублова        |
| 2002 | Лада Козликова     | Юли Пекаркова      | Павла Гавликова      |
| 2003 | Илона Бублова      | Юли Пекаркова      | Павла Гавликова      |
| 2004 | Юли Пекаркова      | Илона Бублова      | Павла Гавликова      |
| 2005 | Лада Козликова     |                    |                      |
| 2006 | Лада Козликова     | Мартина Ружичкова  | Ярмила Махачова      |
| 2007 | Тереза Гуржикова   | Мартина Ружичкова  | Мартина Сабликова    |
| 2008 | Ярмила Махачова    | Мартина Ружичкова  | Мартина Сабликова    |
| 2009 | Тереза Гуржикова   | Мартина Ружичкова  | Ярмила Махачова      |
| 2010 | Мартина Сабликова  | Мартина Ружичкова  | Габриэла Сламова     |
| 2011 | Мартина Сабликова  | Мартина Ружичкова  | Ярмила Махачова      |
| 2012 | Ярмила Махачова    | Мартина Сабликова  | Павлина Шульцова     |
| 2013 | Мартина Сабликова  | Катарина Хранаёва  | Павлина Шульцова     |
| 2014 | Мартина Сабликова  | Павлина Шульцова   | Анежка Драготова     |
| 2015 | Мартина Сабликова  | Ярмила Махачова    | Мартина Ружичкова    |
| 2016 | Мартина Сабликова  | Ярмила Махачова    | Анежка Драготова     |
| 2017 | Никола Носкова     | Ярмила Махачова    | Тереза Корвасова     |
| 2018 | Тереза Корвасова   | Ярмила Махачова    | Мелисса ван Нек      |
| 2019 | Тереза Корвасова   | Ярмила Махачова    | Никола Байгерова     |
| 2020 | Никола Носкова     | Маркета Хайкова    | Тереза Корвасова     |
| 2021 | Никола Носкова     | Ярмила Махачова    | Николь Фласарова     |
| 2022 | Дениса Сламова     | Никола Байгерова   | Петра Шевчикова      |
| 2023 | Eliška Kvasničková | Kristýna Burlová   | Никола Байгерова     |
| 2024 | Юлия Копецки       | Никола Носкова     | Jana Milec Jiřincová |